# Три мушкетёра (фильм, 1973)
«Три мушкетёра» (англ. The Three Musketeers) — кинофильм. Экранизация произведения Александра Дюма.

## Сюжет
Сюжет фильма в целом повторяет сюжет романа Дюма, однако фильм полон юмора и снят с большой долей иронии.

## В ролях
| Актёр              | Роль                                            |
| ------------------ | ----------------------------------------------- |
| Майкл Йорк         | Д’Артаньян                                      |
| Оливер Рид         | Атос                                            |
| Фрэнк Финли        | Портос                                          |
| Ричард Чемберлен   | Арамис                                          |
| Кристофер Ли       | Рошфор                                          |
| Жан-Пьер Кассель   | король Людовик XIII                             |
| Джеральдина Чаплин | королева Анна                                   |
| Чарлтон Хестон     | кардинал Ришельё                                |
| Саймон Уорд        | герцог Бэкингем                                 |
| Фэй Данауэй        | Миледи Де Винтер                                |
| Рой Киннир         | Планше                                          |
| Ракель Уэлч        | Констанция Бонасье                              |
| Спайк Миллиган     | месье Бонасье                                   |
| Фрэнк Торнтон      | мужчина в маленькой карете (в титрах не указан) |

## Съёмочная группа
- Режиссёр: Ричард Лестер
- Продюсеры: Александр Салкинд, Илья Салкинд
- Сценарист: Джордж МакДоналд Фрейзер
- Композитор: Мишель Легран
- Оператор: Дэвид Уоткин

## Художественные особенности
Несмотря на то что сюжет фильма достаточно строго следует первоисточнику, Джордж Макдональд Фрейзер, известный по серии пародийных исторических романов «Флэшмен», добавил в него большое количество комедийных сцен. В боевых сценах, поставленных Уильямом Хоббсом, в качестве оружия чаще используются предметы интерьера, чем шпаги, и соперники часто вступают в рукопашную. Персонаж Ракель Уэлч, в свою очередь, создает атмосферу легкомысленности.

## История создания
Согласно сценаристу Джорджу МакДоналду Фрейзеру, Ричард Лестер стал заниматься проектом после того, как продюсеры стали рассматривать The Beatles на роли мушкетёров (Лестер снимал два фильма с группой). Позже продюсеры отказались от идеи, но Лестер остался на проекте.
Фильм снимался в Испании на протяжении 17 недель.
Первоначально продолжительность фильма составляла около 3 часов, но впоследствии он был разбит на две части. Вторая часть вышла на экраны год спустя под названием «Четыре мушкетёра: Месть миледи». За исключением Чарльтона Хестона, персонаж которого имел небольшое экранное время, все актёры были возмущены решением продюсеров: никто из них не знал, что сыграл в двух фильмах по цене одного. После этого прецедента все контракты, заключённые актёрами, входящими в актерскую гильдию (Screen Actors Guild), включают так называемый «пункт Салкинда», в котором оговаривается, для производства какого числа фильмов будет использован отснятый материал.
В 1989 году актёрский состав вернулся на экраны в продолжении «Возвращение мушкетёров», вольной интерпретации романа «Двадцать лет спустя». Однако третий фильм не имел такого зрительского успеха, как первые два.

## Награды и номинации

### Награды
- 1975 — Золотой глобус — Лучшая киноактриса в мюзикле или комедии — Ракель Уэлч
- 1975 — Британская кинопремия газеты Evening Standard — Лучшая комедия — Ричард Лестер
- 1975 — Премия британской гильдии сценаристов— Лучший британский комедийный сценарий — Джордж Макдональд Фрейзер

### Номинации
- 1975 — BAFTA — Anthony Asquith Award for Film Music — Мишель Легран
- 1975 — BAFTA — Лучший художник-постановщик — Брайан Итвелл
- 1975 — BAFTA — Лучший оператор — Дэвид Уоткин
- 1975 — BAFTA — Лучший дизайн костюмов — Ивонн Блэк
- 1975 — BAFTA — Лучший монтаж — Джон-Виктор Смит
- 1975 — Золотой глобус — Лучший кинофильм (мюзикл или комедия)
- 1975 — Grammy — Альбом с лучшим оригинальным саундтреком для художественного фильма — Мишель Легран